# Kentucky Speedway
Der Kentucky Speedway ist eine 1,5 Meilen lange Ovalrennstrecke nördlich des Zentrums von Kentucky in der Nähe von Sparta, ungefähr auf halber Strecke zwischen Louisville und Cincinnati. Er wurde so entworfen, dass auf ihm NASCAR Sprint-Cup-Rennen veranstaltet werden können. Bis 2010 fanden nur Rennen der NASCAR Nationwide Series und Craftsman Truck Series sowie der IndyCar Series und Firestone Indy Lights statt. Seit 2011 gibt es auch ein Sprint-Cup-Saison-Rennen auf dieser Rennstrecke.

## Geschichte
Im Juli 2005 verklagte der Kentucky Speedway NASCAR und die International Speedway Corporation, da sie es nicht erlauben, Angebote für NASCAR-Rennen abzugeben, sofern der Veranstaltungsort die Voraussetzungen hierfür erfüllt. Die Klage erfolgte nur ein Jahr nach dem sogenannten Ferko-Prozess, wonach das prestigeträchtige Southern 500 in Darlington zugunsten eines zweiten Rennens auf dem Texas Motor Speedway aufgegeben werden musste. Die Veranstalter des Kentucky Speedway führen dieses Urteil als Präzedenzfall an. Obwohl NASCAR um eine Verlegung des Gerichtsstand nach Florida gebeten hat, wurde dieser Bitte nicht stattgegeben. Am 7. Januar 2008 wurde die Klage abgewiesen.
Als Antwort auf die Klage wurden über 40.000 Unterschriften gesammelt, die Klage mit einem Vergleich zu beenden. Hintergrund dieser Unterschriftenaktion waren Bedenken, dass bei einem Erfolg der Klage die Eintrittspreise steigen und kleinere Rennstrecken ihre Rennen verlieren könnten.
Auch gab es Gerüchte, dass die Eigentümer des Kentucky Speedway eventuell den Pocono Raceway kaufen könnten, um so eines der Rennen von dort nach Kentucky zu holen. Allerdings hatte die Mattioli-Familie, dem besagte Rennstrecke gehört, diesem Vorhaben eine Absage erteilt.
In der Zwischenzeit hat sich die Rennstrecke zu einem beliebten Kurs für Testfahrten der Sprint-Cup-Rennwagen entwickelt, nachdem die NASCAR im Jahre 2005 ein restriktives Testverbot erließ. Danach dürfen die Teams nur noch auf insgesamt sieben bestimmten und durch NASCAR autorisierten Rennstrecken testen. Da in Kentucky keine Sprint-Cup-Veranstaltung stattfanden, waren private Testfahrten ohne Einschränkungen erlaubt. Seit 2011 gilt das Testverbot auch für den Kentucky Speedway. Die Testfahrten wichen darum auf den Rockingham Speedway aus, welcher 2005 sein Sprint-Cup-Rennen verlor.